# Broglia

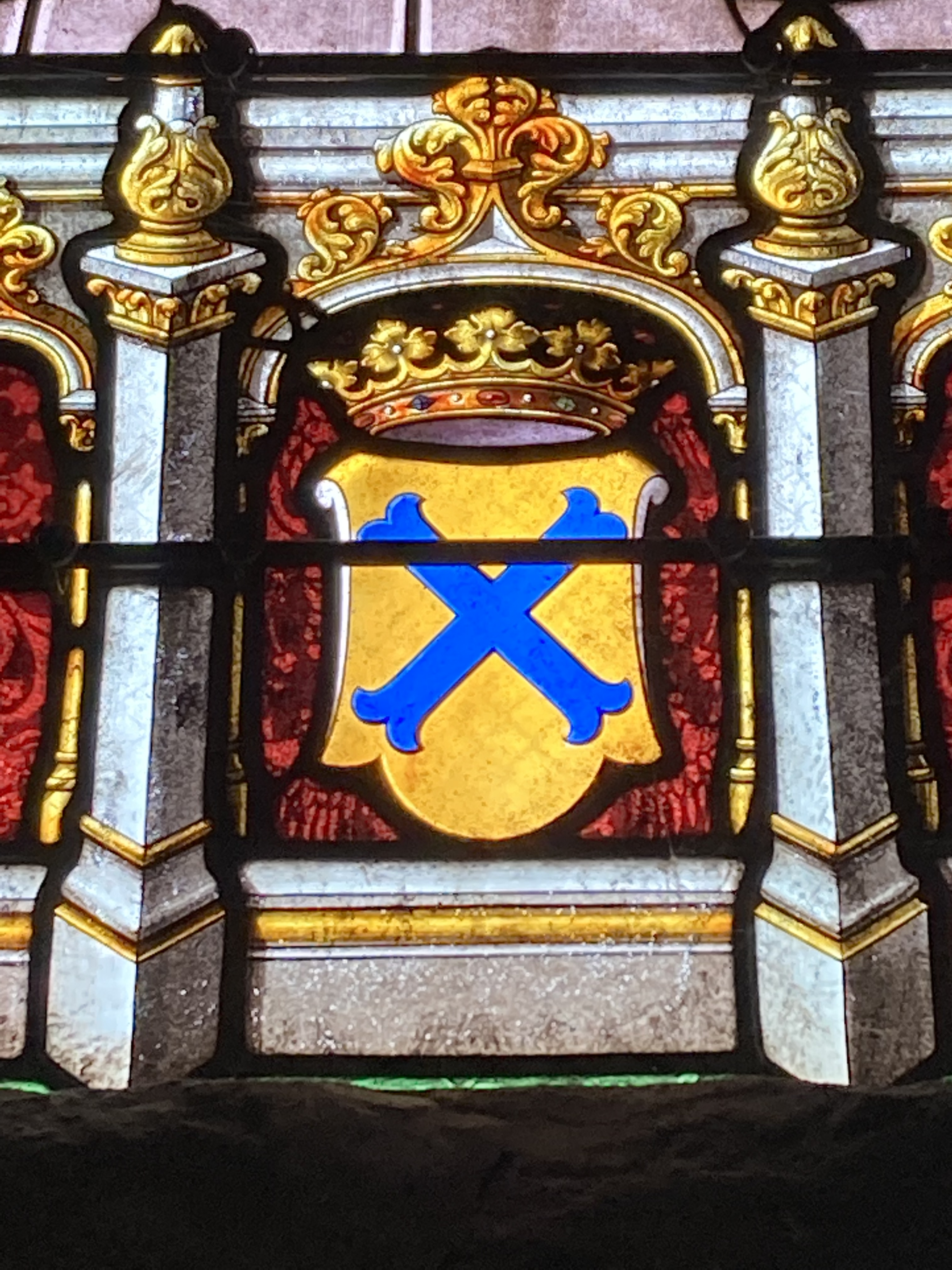
Stemma di Casa Broglia su una vetrata della chiesa di San Martino di Broglie (definizione geografica equivoca)

La Casata dei Broglia di Chieri fu un'antica famiglia aristocratica italiana originaria della Repubblica di Chieri
Nel XVII secolo diede vita a un ramo cadetto nel Regno di Francia che avrebbe annoverato tre marescialli, duchi e pari di Francia, e che sarebbe stato compreso a metà del XVIII secolo fra i casati principeschi del Sacro Romano Impero.

## Storia
I Broglia, originari di Chieri, appartennero dal XII secolo all'albergo di militi dei Gribaldenghi, un ramo dei Visconti di Baldissero (questa è una illazione non provata). La genealogia proposta è purtroppo inadeguata 
Ardizzone I Broglia fu padre di Guglielmo, decurione di Chieri citato nel 1245 per delle donazioni fatte dal comune di Chieri ai Cavalieri templari e di Umberto, Senatore del Consiglio Sovrano di Chieri, morto nel 1253 e padre di Ardizzone II che ospitò l'imperatore Enrico VII di Lussemburgo nel suo palazzo di Chieri nel 1310 e che, a sua volta, fu padre di Melanino. 
Melanino fu padre di Ardizzone III, di Saglambino e di Simone Decurione di Chieri.
Saglambino fu padre di Enrietto, decurione di Chieri nel 1366, e padre del condottiero Ceccolo Broglia (1352-1400). 
Simone, morto nel 1394, fu padre di Giovanni di Broglia, signore di Arignano, che comprò nel 1400 il Castello di Arignano da Giacopo Gribaldo primo marito di Margherita Lovencito.
Giovanni di Broglia, Signore di Arignano, figlio di Simone sposò  Margherita di Lovencito ed ebbe: Giovannino marito di. Andrietta Villa, Fiorina moglie di Leone Gribaldo e Amedeo marito di Caterina Dodola. Risposatosi con Beatrice Merlo de Merlenghi ebbe: il canonico Stefano, Matteo marito di Anna Parpaglia e Domenico (1504-1521) marito di.Bartolomea Villa.
- Giovannino (1441-1469) signore di Fontanetto[2] ebbe: Pietro marito di Anna de Molari padre di Giò Michele e di Giò Francesco. Giò Francesco marito di Lucrezia Grisella fu padre di Pietro Francesco, di Paola Maria e di Violante moglie di Ovidio Granetto che ereditò nel 1630 la casa della Corona Grossa  (Casa Broglia)[3].
- Matteo (1472-1495), Podestà di Chieri, fu padre di Bernardino che a sua volta fu padre di Pietro.
- Amedeo (1406-1498) marito di Caterina Dodola e padre di Gian Pietro marito di Giovanna Benza e, a sua volta, padre di: Baldassare marito di Maddalena Argentero, Gasparro (1539-1613) marito di Maria Balbiano, Margherita moglie di Giovanni Argentero, Carlo Broglia Arcivescovo di Torino (1552-1617). Gasparro (1539-1613) fu padre di Mario Broglia Conte di Casalborgone (1574-1640) marito di Caterina de San Martino d'Aglio e di Ottavio Broglia, vescovo di Asti e arcivescovo di Torino.

Pietro di Broglia, figlio di Bernardino si sposò nel 1521 con Anna Nicolina Bertone. Fu padre di: Bernardino marito di Francesca Peletta (1538-1596),  morto nel 1588, e a sua volta padre di: Amedeo marito di Angelica Tana, Giulio Cesare, monaco di Casanova, Flaminio padre domenicano, Caterina sposata nel 1581 con Antonio Valfredo e nel 1600 con Giorgio Bertone di Revigliasco, Nicoline; sposata prima con Ettore Quarino di Lovencito e nel 1630 con Federico Ferrero. Amedeo di Broglia (1560-1626), conte di Cortandone e maggiordomo dal 1619 della duchessa Caterina di Savoia, figlio di Bernardino Conte di Cortadona, fu padre di Carlo Bernardino che sposò nel 1628 Silvia Argentero, Vittorio Emanuele, vicario generale della diocesi di Vercelli, Pietro Geronimo Barone di Santena, Leonora moglie prima di Amedeo di Biandrate conte di Saint-Georges e poi di Agostino Lodovico Trabucco conte di Castagnetto, Francesco Maria Broglia (1611-1656), paggio del duca Maurizio di Savoia e capitano degli archibugieri a cavallo che prese servizio in Francia nel 1644 e sposò Caterina Vassallo contessa di Favria. Victor-Maurice de Broglie (1640-1720), figlio di Francesco Maria diede luogo alla linea francese della Casata di Broglie che avrebbe annoverato tre marescialli, duchi e pari di Francia, e sarebbe stata compresa a metà del sec. XVIII fra i casati principeschi dell'Impero.

## Ramo dei Broglia signori di Casalborgone
Mario Broglia Conte di Casalborgone (1574-1640) figlio di Gasparro e marito di Caterina de San Martino d'Aglié fu padre di Pietro Luigi Lodovico (1606-1675) marito di Margherita Beggiamo di Sant'Albano (1650 -1725) e a sua volta padre di Mario Felice (1653-1701) marito di Caterina Maria Porporato e di Elena (1650 -1725) che sposò nel 1672 Emanuele Felice Umberto di Savoia (1645 -1680), Marchese di Mulazzano, Conte di Gonzole e Signore di Palazzo dal 1663. Gian Pietro Lodovico Broglia Conte di Casalborgone (1683-1753) figlio di Mario Felice sposò Isabella Francesca Incisa (1680-1753), figlia di Paolo Domenico d'Incisa del Marchesato di Ceva (?) e dama d'onore della duchessa Maria Giovanna Battista di Savoia-Nemours. Gian Pietro fu padre di: Mario Domenico (1712-1794) marito di Leonora Cocconito di Montiglio e di Giuseppe Silvio Domenico (1724-1787), abate; Mario Domenico fu a sua volta padre di Giuseppe Maria marito di Vittoria Valpurga di Cuorgnè e di Francesco Maria marito di Celeste d'Alcourt de Belzun, Giuseppe Maria (1747-1817) fu padre di Mario Broglia (1796-1857) marito di Eufrasia Contessa Lodi Ceveris e padre a sua volta di Carlo Felice (.1826-1891) che partecipò alla Guerra di Crimea e sposò Emma Contessa Villa di Villastellone. Clementina Broglia (1859-1888) figlia di Carlo Felice e moglie di Costantino Conte Morozzo della Rocca fu l'ultima discendente di questo ramo. Cristina Broglia sorella di Maria Domenico sposò Carlo Alpini Conte di Vignole.

## Esponenti della casa Broglia e Broglie
- Alberico Broglia di Chieri, nobile e condottiero italiano
- Ceccolo Broglia, signore di Assisi e Bastia Umbra (1352-1400), condottiero italiano
- François-Marie de Broglie (1671–1745), maresciallo di Francia
- Maurice de Broglie, VI duca de Broglie (1875–1960), fisico sperimentale
- Albert de Broglie (1821-1901), Primo Ministro della Francia per tre volte
- Louis de Broglie, VII duca de Broglie (1892–1987), fisico teorico Premio Nobel per la fisica nel 1929 per il dualismo onda-particella

## Albero genealogico (incompleto e inadeguato)
|                  |                                        |                                        |                                   |                             |                                   |                                                       |                                                       |                                                                             |                                                                             |                                  |                                                            |                                                            |                                               |                                                  |                                                  |                                                   |                                                   |                                                         |                                                         |
|                  |                                        |                                        |                                   |                             | BROGLIA                           |                                                       |                                                       |                                                                             |                                                                             |                                  |                                                            |                                                            |                                               |                                                  |                                                  |                                                   |                                                   |                                                         |                                                         |
|                  |                                        |                                        |                                   |                             |                                   |                                                       |                                                       |                                                                             |                                                                             |                                  |                                                            |                                                            |                                               |                                                  |                                                  |                                                   |                                                   |                                                         |                                                         |
|                  |                                        |                                        |                                   |                             |                                   |                                                       |                                                       |                                                                             |                                                                             |                                  |                                                            |                                                            |                                               |                                                  |                                                  |                                                   |                                                   |                                                         |                                                         |
|                  |                                        |                                        |                                   |                             | Ardizzone I                       |                                                       |                                                       |                                                                             |                                                                             |                                  |                                                            |                                                            |                                               |                                                  |                                                  |                                                   |                                                   |                                                         |                                                         |
|                  |                                        |                                        |                                   |                             |                                   |                                                       |                                                       |                                                                             |                                                                             |                                  |                                                            |                                                            |                                               |                                                  |                                                  |                                                   |                                                   |                                                         |                                                         |
|                  |                                        |                                        |                                   |                             |                                   |                                                       |                                                       |                                                                             |                                                                             |                                  |                                                            |                                                            |                                               |                                                  |                                                  |                                                   |                                                   |                                                         |                                                         |
|                  |                                        |                                        |                                   |                             | Guglielmo -1253                   |                                                       |                                                       |                                                                             |                                                                             |                                  |                                                            |                                                            |                                               |                                                  |                                                  |                                                   |                                                   |                                                         |                                                         |
|                  |                                        |                                        |                                   |                             |                                   |                                                       |                                                       |                                                                             |                                                                             |                                  |                                                            |                                                            |                                               |                                                  |                                                  |                                                   |                                                   |                                                         |                                                         |
|                  |                                        |                                        |                                   |                             |                                   |                                                       |                                                       |                                                                             |                                                                             |                                  |                                                            |                                                            |                                               |                                                  |                                                  |                                                   |                                                   |                                                         |                                                         |
|                  |                                        |                                        |                                   |                             | Ardizzone II fl. 1310             |                                                       |                                                       |                                                                             |                                                                             |                                  |                                                            |                                                            |                                               |                                                  |                                                  |                                                   |                                                   |                                                         |                                                         |
|                  |                                        |                                        |                                   |                             |                                   |                                                       |                                                       |                                                                             |                                                                             |                                  |                                                            |                                                            |                                               |                                                  |                                                  |                                                   |                                                   |                                                         |                                                         |
|                  |                                        |                                        |                                   |                             |                                   |                                                       |                                                       |                                                                             |                                                                             |                                  |                                                            |                                                            |                                               |                                                  |                                                  |                                                   |                                                   |                                                         |                                                         |
|                  |                                        |                                        |                                   |                             | Melanino                          |                                                       |                                                       |                                                                             |                                                                             |                                  |                                                            |                                                            |                                               |                                                  |                                                  |                                                   |                                                   |                                                         |                                                         |
|                  |                                        |                                        |                                   |                             |                                   |                                                       |                                                       |                                                                             |                                                                             |                                  |                                                            |                                                            |                                               |                                                  |                                                  |                                                   |                                                   |                                                         |                                                         |
|                  |                                        |                                        |                                   |                             |                                   |                                                       |                                                       |                                                                             |                                                                             |                                  |                                                            |                                                            |                                               |                                                  |                                                  |                                                   |                                                   |                                                         |                                                         |
|                  |                                        |                                        | Ardizzone III                     | Ardizzone III               | Saglambino                        | Saglambino                                            |                                                       | Simone -1394                                                                | Simone -1394                                                                |                                  |                                                            |                                                            |                                               |                                                  |                                                  |                                                   |                                                   |                                                         |                                                         |
|                  |                                        |                                        |                                   |                             |                                   |                                                       |                                                       |                                                                             |                                                                             |                                  |                                                            |                                                            |                                               |                                                  |                                                  |                                                   |                                                   |                                                         |                                                         |
|                  |                                        |                                        |                                   |                             |                                   |                                                       |                                                       |                                                                             |                                                                             |                                  |                                                            |                                                            |                                               |                                                  |                                                  |                                                   |                                                   |                                                         |                                                         |
|                  |                                        |                                        |                                   | Enrietto fl. 1366           | Enrietto fl. 1366                 | Ceccolo 1352-1400                                     | Ceccolo 1352-1400                                     | Giovanni -1435 ⚭ Margherita di Lovencito 1427 ⚭ Beatrice Merlo de Merlenghi | Giovanni -1435 ⚭ Margherita di Lovencito 1427 ⚭ Beatrice Merlo de Merlenghi |                                  |                                                            |                                                            |                                               |                                                  |                                                  |                                                   |                                                   |                                                         |                                                         |
|                  |                                        |                                        |                                   |                             |                                   |                                                       |                                                       |                                                                             |                                                                             |                                  |                                                            |                                                            |                                               |                                                  |                                                  |                                                   |                                                   |                                                         |                                                         |
|                  |                                        |                                        |                                   |                             |                                   |                                                       |                                                       |                                                                             |                                                                             |                                  |                                                            |                                                            |                                               |                                                  |                                                  |                                                   |                                                   |                                                         |                                                         |
|                  | Giovannino 1441-1469 ⚭ Andrietta Villa | Giovannino 1441-1469 ⚭ Andrietta Villa |                                   | Fiorina ⚭ Leone Gribaldo    | Fiorina ⚭ Leone Gribaldo          |                                                       |                                                       | Amedeo 1406-1498 ⚭ Caterina Dodola                                          | Amedeo 1406-1498 ⚭ Caterina Dodola                                          |                                  | Stefano canonico                                           | Stefano canonico                                           |                                               | Matteo 1472-1495 1450 ⚭ Anna Parpaglia           | Matteo 1472-1495 1450 ⚭ Anna Parpaglia           | Domenico 1504-1521                                | Domenico 1504-1521                                |                                                         |                                                         |
|                  |                                        |                                        |                                   |                             |                                   |                                                       |                                                       |                                                                             |                                                                             |                                  |                                                            |                                                            |                                               |                                                  |                                                  |                                                   |                                                   |                                                         |                                                         |
|                  |                                        |                                        |                                   |                             |                                   |                                                       |                                                       |                                                                             |                                                                             |                                  |                                                            |                                                            |                                               |                                                  |                                                  |                                                   |                                                   |                                                         |                                                         |
|                  | Pietro ⚭ Anna de Molari                | Pietro ⚭ Anna de Molari                |                                   |                             |                                   |                                                       |                                                       | Gian Pietro ⚭ Giovanna Benza                                                | Gian Pietro ⚭ Giovanna Benza                                                |                                  |                                                            |                                                            |                                               | Bernardino ⚭ Bartolomea Villa                    | Bernardino ⚭ Bartolomea Villa                    |                                                   |                                                   |                                                         |                                                         |
|                  |                                        |                                        |                                   |                             |                                   |                                                       |                                                       |                                                                             |                                                                             |                                  |                                                            |                                                            |                                               |                                                  |                                                  |                                                   |                                                   |                                                         |                                                         |
|                  |                                        |                                        |                                   |                             |                                   |                                                       |                                                       |                                                                             |                                                                             |                                  |                                                            |                                                            |                                               |                                                  |                                                  |                                                   |                                                   |                                                         |                                                         |
| Giò Michele      | Giò Michele                            | Giò Francesco ⚭ Lucrezia Grisella      | Giò Francesco ⚭ Lucrezia Grisella |                             | Baldassare ⚭ Maddalena Argentero, | Baldassare ⚭ Maddalena Argentero,                     | Gasparro 1539-1613 ⚭ Maria Balbiano,                  | Gasparro 1539-1613 ⚭ Maria Balbiano,                                        | Margherita ⚭ Giovanni Argentero,                                            | Margherita ⚭ Giovanni Argentero, | Carlo 1552-1617 arcivescovo di Torino                      | Carlo 1552-1617 arcivescovo di Torino                      |                                               | Pietro 1521 ⚭ Anna Nicolina Bertone              | Pietro 1521 ⚭ Anna Nicolina Bertone              |                                                   |                                                   |                                                         |                                                         |
|                  |                                        |                                        |                                   |                             |                                   |                                                       |                                                       |                                                                             |                                                                             |                                  |                                                            |                                                            |                                               |                                                  |                                                  |                                                   |                                                   |                                                         |                                                         |
|                  |                                        |                                        |                                   |                             |                                   |                                                       |                                                       |                                                                             |                                                                             |                                  |                                                            |                                                            |                                               |                                                  |                                                  |                                                   |                                                   |                                                         |                                                         |
| Pietro Francesco | Pietro Francesco                       | Paola Maria                            | Paola Maria                       | Violante ⚭ Ovidio Granetto? | Violante ⚭ Ovidio Granetto?       | Ottavio -1648 vescovo di Asti e arcivescovo di Torino | Ottavio -1648 vescovo di Asti e arcivescovo di Torino | Mario 1574-1640 ⚭ Caterina de San Martino d'Aglié                           | Mario 1574-1640 ⚭ Caterina de San Martino d'Aglié                           |                                  |                                                            |                                                            |                                               | Bernardino -1588 ⚭ Francesca Peletta (1538-1596) | Bernardino -1588 ⚭ Francesca Peletta (1538-1596) |                                                   |                                                   |                                                         |                                                         |
|                  |                                        |                                        |                                   |                             |                                   |                                                       |                                                       |                                                                             |                                                                             |                                  |                                                            |                                                            |                                               |                                                  |                                                  |                                                   |                                                   |                                                         |                                                         |
|                  |                                        |                                        |                                   |                             |                                   |                                                       |                                                       |                                                                             |                                                                             |                                  |                                                            |                                                            |                                               |                                                  |                                                  |                                                   |                                                   |                                                         |                                                         |
|                  |                                        |                                        |                                   |                             |                                   |                                                       |                                                       | · Broglia di Casalborgone                                                   | · Broglia di Casalborgone                                                   | Amedeo 1560-1626 ⚭ Angelica Tana | Amedeo 1560-1626 ⚭ Angelica Tana                           | Giulio Cesare monaco                                       | Giulio Cesare monaco                          | Flaminio padre domenicano                        | Flaminio padre domenicano                        | Nicoline ⚭ Ettore Quarino 1630 ⚭ Federico Ferrero | Nicoline ⚭ Ettore Quarino 1630 ⚭ Federico Ferrero | Caterina 1581 ⚭ Antonio Valfredo 1600 ⚭ Giorgio Bertone | Caterina 1581 ⚭ Antonio Valfredo 1600 ⚭ Giorgio Bertone |
|                  |                                        |                                        |                                   |                             |                                   |                                                       |                                                       |                                                                             |                                                                             |                                  |                                                            |                                                            |                                               |                                                  |                                                  |                                                   |                                                   |                                                         |                                                         |
|                  |                                        |                                        |                                   |                             |                                   |                                                       |                                                       |                                                                             |                                                                             |                                  |                                                            |                                                            |                                               |                                                  |                                                  |                                                   |                                                   |                                                         |                                                         |
|                  |                                        |                                        |                                   |                             |                                   |                                                       | Carlo Bernardino 1628 ⚭ Silvia Argentero              | Carlo Bernardino 1628 ⚭ Silvia Argentero                                    | Vittorio Emanuele                                                           | Vittorio Emanuele                | Leonora ⚭ Amedeo di Biandrate ⚭ Agostino Lodovico Trabucco | Leonora ⚭ Amedeo di Biandrate ⚭ Agostino Lodovico Trabucco | Francesco Maria 1611-1656 ⚭ Caterina Vassallo | Francesco Maria 1611-1656 ⚭ Caterina Vassallo    |                                                  |                                                   |                                                   |                                                         |                                                         |
|                  |                                        |                                        |                                   |                             |                                   |                                                       |                                                       |                                                                             |                                                                             |                                  |                                                            |                                                            |                                               |                                                  |                                                  |                                                   |                                                   |                                                         |                                                         |
|                  |                                        |                                        |                                   |                             |                                   |                                                       |                                                       |                                                                             |                                                                             |                                  |                                                            |                                                            |                                               |                                                  |                                                  |                                                   |                                                   |                                                         |                                                         |
|                  |                                        |                                        |                                   |                             |                                   |                                                       |                                                       |                                                                             |                                                                             |                                  |                                                            |                                                            | Victor-Maurice 1640-1720                      |                                                  |                                                  |                                                   |                                                   |                                                         |                                                         |
|                  |                                        |                                        |                                   |                             |                                   |                                                       |                                                       |                                                                             |                                                                             |                                  |                                                            |                                                            |                                               |                                                  |                                                  |                                                   |                                                   |                                                         |                                                         |
|                  |                                        |                                        |                                   |                             |                                   |                                                       |                                                       |                                                                             |                                                                             |                                  |                                                            |                                                            |                                               |                                                  |                                                  |                                                   |                                                   |                                                         |                                                         |
|                  |                                        |                                        |                                   |                             |                                   |                                                       |                                                       |                                                                             |                                                                             |                                  |                                                            |                                                            | · Casata di Broglie                           |                                                  |                                                  |                                                   |                                                   |                                                         |                                                         |

## Broglia di Casalborgone
|              |              |               |               |                                                               |                                                               |                                                         |                                                         |                                               |                                                                                  |                                          |                                          |                                          |        |
|              |              |               |               |                                                               |                                                               |                                                         |                                                         |                                               | Mario 1574-1640 ⚭ Caterina de San Martino d'Aglio                                |                                          |                                          |                                          |        |
|              |              |               |               |                                                               |                                                               |                                                         |                                                         |                                               |                                                                                  |                                          |                                          |                                          |        |
|              |              |               |               |                                                               |                                                               |                                                         |                                                         |                                               |                                                                                  |                                          |                                          |                                          |        |
|              |              |               |               |                                                               |                                                               |                                                         |                                                         |                                               | Pietro Luigi Lodovico 1606-1675 ⚭ Margherita Beggiamo di Sant'Albano (1650-1725) |                                          |                                          |                                          |        |
|              |              |               |               |                                                               |                                                               |                                                         |                                                         |                                               |                                                                                  |                                          |                                          |                                          |        |
|              |              |               |               |                                                               |                                                               |                                                         |                                                         |                                               |                                                                                  |                                          |                                          |                                          |        |
|              |              |               |               |                                                               |                                                               |                                                         |                                                         |                                               | Mario Felice 1653-1701 ⚭ Caterina Maria Purpurato                                |                                          |                                          |                                          |        |
|              |              |               |               |                                                               |                                                               |                                                         |                                                         |                                               |                                                                                  |                                          |                                          |                                          |        |
|              |              |               |               |                                                               |                                                               |                                                         |                                                         |                                               |                                                                                  |                                          |                                          |                                          |        |
|              |              |               |               |                                                               |                                                               |                                                         |                                                         |                                               | Gian Pietro Lodovico 1683-1753 ⚭ Isabella Francesca Incisa (1680-1753)           |                                          |                                          |                                          |        |
|              |              |               |               |                                                               |                                                               |                                                         |                                                         |                                               |                                                                                  |                                          |                                          |                                          |        |
|              |              |               |               |                                                               |                                                               |                                                         |                                                         |                                               |                                                                                  |                                          |                                          |                                          |        |
|              |              |               |               |                                                               |                                                               |                                                         | Mario Domenico 1712-1794 ⚭ Leonora Cocconito            | Mario Domenico 1712-1794 ⚭ Leonora Cocconito  | Giuseppe Silvio Domenico 1724-1787 abate                                         | Giuseppe Silvio Domenico 1724-1787 abate | Cristina ⚭ Carlo Alpini Conte di Vignole | Cristina ⚭ Carlo Alpini Conte di Vignole |        |
|              |              |               |               |                                                               |                                                               |                                                         |                                                         |                                               |                                                                                  |                                          |                                          |                                          |        |
|              |              |               |               |                                                               |                                                               |                                                         |                                                         |                                               |                                                                                  |                                          |                                          |                                          |        |
|              |              |               |               |                                                               |                                                               | Giuseppe Maria 1747-1817 ⚭ Vittoria Valpurga di Cuorgnè | Giuseppe Maria 1747-1817 ⚭ Vittoria Valpurga di Cuorgnè | Francesco Maria ⚭ Celeste d'Alcourt de Belzun | Francesco Maria ⚭ Celeste d'Alcourt de Belzun                                    |                                          |                                          |                                          |        |
|              |              |               |               |                                                               |                                                               |                                                         |                                                         |                                               |                                                                                  |                                          |                                          |                                          |        |
|              |              |               |               |                                                               |                                                               |                                                         |                                                         |                                               |                                                                                  |                                          |                                          |                                          |        |
|              |              |               |               |                                                               |                                                               | Mario 1796-1857 ⚭ Eufrosina Lodi Ceveris di Burolo      |                                                         |                                               |                                                                                  |                                          |                                          |                                          |        |
|              |              |               |               |                                                               |                                                               |                                                         |                                                         |                                               |                                                                                  |                                          |                                          |                                          |        |
|              |              |               |               |                                                               |                                                               |                                                         |                                                         |                                               |                                                                                  |                                          |                                          |                                          |        |
| Maria Teresa | Maria Teresa | Leone Gaetano | Leone Gaetano | Carlo Felice 1826-1891 ⚭ Emma Contessa Villa di Villastellone | Carlo Felice 1826-1891 ⚭ Emma Contessa Villa di Villastellone | Clotilde Sofia Giulia                                   | Clotilde Sofia Giulia                                   | Alessandro                                    | Alessandro                                                                       | Alfredo                                  | Alfredo                                  | Emilio                                   | Emilio |
|              |              |               |               |                                                               |                                                               |                                                         |                                                         |                                               |                                                                                  |                                          |                                          |                                          |        |
|              |              |               |               |                                                               |                                                               |                                                         |                                                         |                                               |                                                                                  |                                          |                                          |                                          |        |
|              |              |               |               | Clementina 1859-1888 ⚭ Costantino Conte Morozzo della Rocca   |                                                               |                                                         |                                                         |                                               |                                                                                  |                                          |                                          |                                          |        |